# Natalie Zemon Davis
Natalie Zemon Davis (8. listopadu 1928 Detroit – 21. října 2023) byla americko-kanadská historička a antropoložka. Její práce se původně soustředila na Francii, nicméně později se rozšířila i na další části Evropy, Severní Ameriky a Karibiku. Zaměřovala se též na marginalizované skupiny, a byla průkopnicí ženské historie a historie genderu v Severní Americe. Byla druhou ženou v čele Americké historické asociace (první, Nellie Neilsonová, byla do čela asociace zvolena v roce 1943).
Získala mnoho ocenění a čestných doktorátů, mimo jiné jí byla udělena Holbergova cena a Národní medaile za humanitní vědy a stala se rytířkou Řádu Kanady.

## Životopis
Natalie Zemon Davis (rozená Zemon) se narodila 8. listopadu 1926 v Detroite v Michiganu do středostavovské židovské rodiny východoevropského původu. Její matka pracovala v domácnosti a otec se živil obchodem s textilem. Její intelektuální dráha se odvíjela od jejího židovského původu, ačkoli se ve své práci nevěnovala více židovské problematice. Davis navštěvovala Cranbrook Kingswood School a poté nastoupila na Smith College, následně Radcliffe College, Harvardovu univerzitu a Michiganskou univerzitu, na které v roce 1959 získala doktorát. Ve své disertační práci se zabývala náboženstvím a třídou mezi lyonskými tiskaři v 16. století.
V roce 1948 se seznámila a provdala za matematika a levicového aktivistu Chandlera Davise. Natalie se během studia na Smith College zapojila do levicové politiky a aktivismu, což jim v době tzv. rudé paniky a mccarthismu působilo nemalé potíže. Chandler Davis přišel o profesuru na Michiganské univerzitě a v šedesátých letech se manželé se třemi dětmi přestěhovali do Kanady.
Zemon Davis následně vyučovala na Brownově univerzitě, Torontské univerzitě, Kalifornské univerzitě v Berkeley a od roku 1978 až do svého odchodu do důchodu v roce 1996 na Princetonské univerzitě, kde se stala profesorkou historie a ředitelkou Centra historických studií Shelby Cullom Davise. Kromě kurzů dějin raně novověké Francie vedla a spoluvedla kurzy historie a antropologie, raně novověkých židovských sociálních dějin a historie a filmu. Byla také významnou osobností ve studiu dějin žen a genderu - v roce 1971 založila spolu s Jill Ker Conwayovou kurz tohoto předmětu na Torontské univerzitě (jeden z prvních takových kurzů v Severní Americe).
Po odchodu do důchodu žila v Torontu, kde působila jako adjunktka historie a antropologie a profesorka středověkých studií na Torontské univerzitě. Zemřela na rakovinu ve svém domě v Torontu 21. října 2023 ve věku 94 let.

## Dílo

### Charakteristika
Natalie Zemon Davis se věnovala především sociálním a kulturním dějinám Evropy raného novověku, zejména Francie, a zaměřila se na jednotlivce a sociální skupiny, které historikové dříve opomíjeli. Využívala četné prameny, jako jsou soudní záznamy, divadelní hry, notářské zápisy, daňové seznamy, raně tištěné knihy a pamflety, autobiografie a lidové pohádky. Je zastánkyní mezioborové historie, která spočívá v kombinaci historie s obory, jako je antropologie, etnografie a literární teorie. Ve své knize Společnost a kultura v raně novověké Francii (1975) zkoumala život řemeslníků a rolníků: jejich vztah k protestantské reformaci, jejich karnevaly, povstání a náboženské násilí a vliv knihtisku na jejich způsob myšlení.
Ve své veřejnosti nejznámější knize Návrat pravého Sommersbyho (1983) sledovala slavný případ podvodníka ze 16. století v jedné vesnici v Pyrenejích, aby zjistila, jak rolníci přemýšlejí o osobní identitě. Financial Times označily Zemon Davisovou za „průkopnici mikrohistorie“.
Davisová se ve svých historických spisech někdy uchyluje ke spekulacím, když používá analogické důkazy a vkládá slova jako „možná“ a věty jako „možná si myslela“. Někteří kritici jejího díla to považují za znepokojivé a domnívají se, že tento postup ohrožuje empirický základ profese historika. Odpověď na tuto otázku Davisová naznačuje ve svém eseji Příběhy a hlad po poznání z roku 1992, kde obhajuje jak roli interpretace ze strany historiků, tak jejich zásadní hledání důkazů o minulosti: obojí podle ní musí být přítomno a uznáváno, aby si lidé nemohli nárokovat, že mají absolutní přehled o „pravdě“. Svou knihu Ženy na okraji otevřela pomyslným dialogem, v němž jí její tři subjekty vyčítají její přístup a to, že je zařadila do jedné knihy.

### Publikace
- Society and Culture in Early Modern France: Eight Essays, Stanford, California: Stanford University Press, 1975.
- The Return of Martin Guerre. Cambridge, MA: Harvard University Press, 1983. 162 s. ISBN 0-674-76691-1. (česky Návrat pravého Sommersbyho. Praha : Rybka, 1998. 277 s. ISBN 80-86182-18-5).
- Frauen und Gesellschaft am Beginn der Neuzeit, Berlin: Wagenbach, 1986.
- Fiction in the Archives: Pardon Tales and their Tellers in Sixteenth Century France, Stanford, California: Stanford University Press, 1987.
- Renaissance and Enlightenment Paradoxes, co-edited with Arlette Farge, Cambridge, MA: Belknap Press, 1993. Volume III of A History of Women in the West.
- Women on the Margins: Three Seventeenth-century Lives, Cambridge, MA: Harvard University Press, 1995. (česky Ženy na okraji : tři životy 17. století. 	Praha : Argo, 2013. 322 s. ISBN 978-80-257-0930-6.)
- A Life of Learning: Charles Homer Haskins Lecture for 1997, New York: American Council of Learned Societies, 1997.
- Remaking Imposters: From Martin Guerre to Sommersby, Egham, Surrey, UK: Royal Holloway Publications Unit, 1997.
- The Gift in Sixteenth-Century France, University of Wisconsin Press 2000
- Slaves on Screen: Film and Historical Vision, Cambridge, MA: Harvard University Press, 2002
- Trickster Travels New York: Hill & Wang, 2006.

## Ocenění
- 2000: Aby Warburgova cena za humanitní vědu, kterou uděluje město Hamburk.
- 2010: Holbergova mezinárodní pamětní cena v hodnotě 4,5 milionu norských korun (~700 000 amerických dolarů) za narativní přístup k oboru historie. V anotaci ceny byla označena za „jednu z nejkreativnějších historiček píšících v současnosti,“ která inspirovala mladší generace historiků a podporovala „vzájemné obohacování mezi obory“. V citaci se uvádělo, že její poutavé vyprávění „ukazuje, jak lze konkrétní události vyprávět a analyzovat tak, aby se odhalily hlubší historické tendence a základní vzorce myšlení a jednání“
- 2011: zvolena členkou Americké filozofické společnosti.
- 2012: jmenována Rytířkou Řádu Kanady.
- 2012: obdržela kanadskou verzi Medaile diamantového výročí královny Alžběty II.
- 2013: od prezidenta Baracka Obamy obdržela Národní medaili za humanitní vědy. Natalie Zemon Davis obdržela několik čestných doktorátů z univerzit po celém světě, včetně Smith College, Northwestern University, Wesleyan University, University of Rochester, George Washington University, Williams College, Tufts University, Torontské univerzity, University of Pennsylvania, Harvardovy univerzity, Edinburské univerzity, Židovské univerzity v Jeruzalémě, Concordia University, Amherst College, Yale University, University of St Andrews, Mount Saint Vincent University a University of Western Ontario.